# Emilia Galińska
Emilia Galińska (n. 26 decembrie 1992, în Łuków) este o handbalistă din Polonia care evoluează pe postul de centru pentru clubul românesc CS Minaur Baia Mare și echipa națională a Poloniei. Anterior în sezonul 2023-2024, ea a evoluat pentru altă echipă românească CS Măgura Cisnădie.

## Palmares
- Cupa Cupelor:
  - Turul 3: 2015, 2016

- Liga Europeană:
  - Grupe: 2022
  - Turul 3: 2023

- Cupa EHF:
  - Turul 2: 2020

- Cupa Challenge:
  - Turul 3: 2014

- Campionatul Poloniei:
  -  Câștigătoare: 2021, 2022, 2023
  -  Medalie de argint: 2015, 2020
  -  Medalie de bronz: 2014, 2016

- Cupa Poloniei:
  -  Câștigătoare: 2014, 2015, 2016, 2020, 2021, 2023
  -  Finalistă: 2022

- Cupa Germaniei:
  - Locul 4 (Turneul Final Four): 2019